# Deteriorament orbital
El deteriorament orbital és el procés, usualment perllongat, de la reducció de l'altura de l'òrbita d'un satèl·lit.
Aquest fenomen pot deure's a la fricció produïda amb l'atmosfera, a causa de les freqüents col·lisions entre el satèl·lit i les molècules d'aire de l'entorn. Quan l'activitat solar augmenta, aquesta fricció augmenta també, a causa que escalfa i, en conseqüència, expandeix l'atmosfera superior. Per a cossos grans els efectes de marea poden provocar deterioració orbital, i per a objectes encara més grans la radiació gravitacional també pot ser un factor rellevant.

## Per efectes de marea
Una òrbita pot també decaure per efectes de la marea quan el cos en òrbita és prou gran com per aixecar un significatiu embalum de marea en el cos que està en òrbita i que aquest en una òrbita retrògrada o per sota de l'òrbita sincrònica. El resultat de la interacció de marees li treu impuls del cos en òrbita i ho transfereix a la rotació de la primària, reduint l'altitud de l'òrbita fins que els efectes de fricció entren en joc.
Exemples de satèl·lits sotmesos a la degradació orbital per marea són la lluna de Mart Fobos, la lluna de Neptú  Tritó, i el planeta extrasolar TrES-3b.

## Per la radiació gravitatòria
Sempre que dues masses orbiten al voltant de l'altra, l'efecte combinat de la curvatura de l'espaitemps dels objectes en moviment produeix ones gravitatòries que porten energia orbital. Per a petites masses aquest efecte és insignificant però per a objectes molt massius com forats negres, i estels de neutrons, l'energia transportada pot ser prou ràpida com per fer que les seves òrbites caiguin en una espiral l'un amb l'altre, i amb el temps fusionant les dues masses.